# Кактусові чагарники Куби
Кактусові чагарники Куби (ідентифікатор WWF: NT1306) — неотропічний екорегіон пустель і склерофітних чагарників, розташований на Кубі.

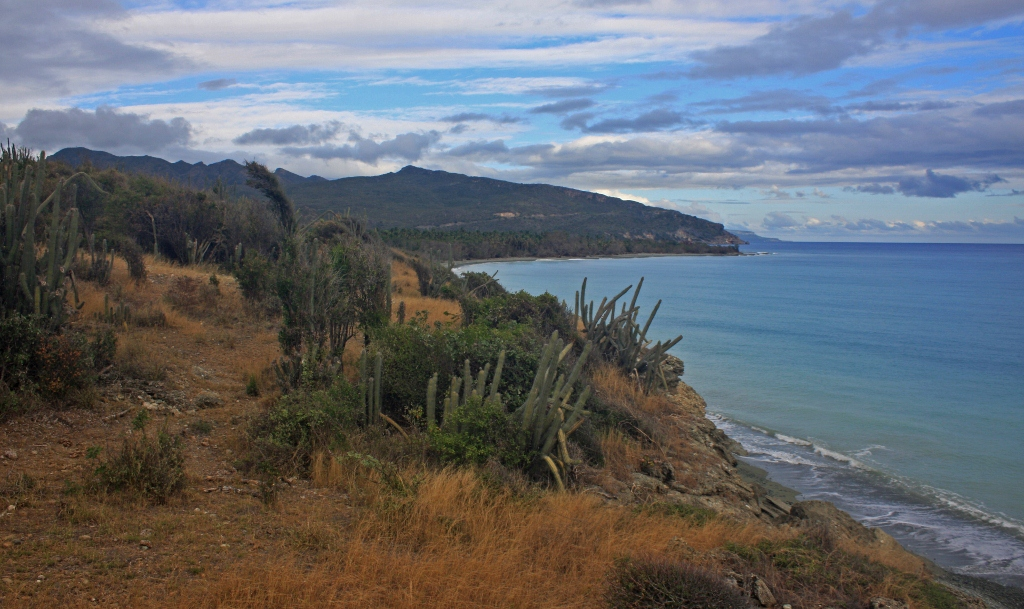
Кактусові чагарники в провінції Гуантанамо

## Географія
Екорегіон кактусових чагарників Куби охоплює ділянки склерофітних прибережних чагарників, що простягаються смугами уздовж північного та південного узбережжя Куби — найбільшого острова Карибів, який лежить на південь від Флориди і є частиною групи Великих Антильських островів. Ділянки прибережних чагарників зустрічаються на півострові Гуанахакабібес (в районі мису Пунта-дель-Холандес та між мисами Коррієнтес і Франсес), на південному сході острова Ісла-де-ла-Хувентуд (в районі мису Пунта-дель-Есте), на північному узбережжі Куби (від Кабаньяса до Варадеро), на південному узбережжі Куби (уздовж узбережжя затоки Сьєнфуегос, від Хурагуа до Касільди), а також в околицях мисів Пунта-Мула та Пунта-П'єдра-дель-Мангле. Найбільша ділянка екорегіону розташована на південно-східному узбережжі Куби, поблизу мису Кабо-Крус та у прибережних районах провінцій Сантьяго-де-Куба та Гуантанамо. Ґрунти в екорегіоні представлені прибережними рендзинами, що утворилися з карстових коралових вапнякових порід. У внутрішніх районах Куби прибережні чагарники переходять у кубинські сухі ліси, а в гірських районах на південному сході острова — у кубинські вологі ліси.

## Клімат
В межах екорегіону переважає саванний клімат (Aw за класифікацією кліматів Кеппена) або напівпустельний клімат (BSh за класифікацією Кеппена). Середньорічна температура в регіоні становить приблизно 26 °C, а середньорічна кількість опадів — менше 800 мм. Південно-східне узбережжя Куби лежить у дощовій тіні високих гірських хребтів, які блокують доступ вологим північно-західним вітрам, внаслідок чого сухий сезон тут триває від 9 до 11 місяців.

## Флора
В межах екорегіону зустрічаються різні чагарникові угруповання, у яких переважають сукулентні представники родин Кактусові (Cactaceae), Агавові (Agavaceae), Молочаєві (Euphorbiaceae) та Шовковицеві (Moraceae), пристосовані до надзвичайно посушливого середовища.
Найбільш характерним типом рослинності екорегіону є склерофітні прибережні та субприбережні чагарники, відомі на Кубі як манігуа. Ці чагарники заввишки до 6 м передусім зустрічаються на південному узбережжі провінцій Сантьяго-де-Куба та Гуантанамо. Їх основу складають пальми, різноманітні колоноподібні кактуси та інші сукуленті рослини. Серед кущів та невисоких дерев, поширених у прибережних чагарниках екорегіону, слід відзначити прутяну буррерію (Bourreria virgata), ямайські каперці (Capparis cynophallophora), смердючу євгенію (Eugenia foetida), сизу бурзеру (Bursera glauca), коллецієподібну калліандру (Calliandra haematomma var. colletioides), бразильський філлостилон (Phyllostylon brasiliensis), кубинську альбіцію (Pseudosamanea cubana) та залізні гуаякові дерева (Guaiacum officinale), а також різні види кротонів (Croton spp.), кордій (Cordia spp.) цезальпіній (Caesalpinia spp.) та акацій (Acacia). Ці чагарники, як правило, вічнозелені і зберігають листя протягом всього року. Серед поширених в регіоні кактусів та інших сукулентів слід відзначити опунцію Ділленіуса (Opuntia dillenii), шоломову опунцію (Opuntia militaris), пухнастий яблучний кактус (Harrisia eriophora), смердючий яблучний кактус (Harrisia taetra), кейський деревний кактус (Pilosocereus robinii) та голоцвітий деревоподібний кактус (Leptocereus nudiflorus), а також різні види агав (Agave spp.), мелокактусів (Melocactus spp.) та лептоцереусів (Leptocereus spp.).
Іншим типом рослинності, поширеним в екорегіоні, є прибережна терниста напівпустеля. Подібно до склерофітних прибережних чагарників, її основу складають різноманітні колючі рослини заввишки до 6 м, однак сукулентів тут зустрічається менше. Серед дерев та чагарників, поширених у прибережних напівпустелях Куби, слід відзначити червону кордію (Cordia sebestena), ниткувату плюмерію (Plumeria filifolia) та манцинелове дерево (Hippomane mancinella).
У перехідній зоні до сухих лісів зустрічаються прибережні склерофільні чагарники заввишки до 3 м, над якими підіймаються поодинокі дерева заввишки до 5-6 м. Серед дерев та чагарників, поширених у цій зоні, слід відзначити карибський пікродендрон (Picrodendron baccatum), букшпанолисту монтевердію (Monteverdia buxifolia), колючу піктетію (Pictetia spinosa), ямайське дощове дерево (Brya ebenus) та хурму Гризебаха (Diospyros grisebachii). 
На високих узбережжях, серед карстових скель, які піддаються впливу солоних бризок та сильних вітрів, зустрічаються відкриті прибережні чагарники, які характеризуються низьким видовим різноманіттям. Їх основу складають низькорослі чагарники, сукуленти та трав'янисті рослини. Серед рослин, що ростуть поміж прибережних скель екорегіону, слід відзначити деревоподібний морський соняшничок (Borrichia arborescens), стрункий приморський портулак (Sesuvium maritimum) та морську лаванду (Tournefortia gnaphalodes).
Завдяки фрагментарному розповсюдженню чагарників екорегіону уздовж узбережжя Куби, а також завдяки досить специфічним кліматичним і едафічними умовам, в яких вони розвиваються, флора екорегіону характеризується особливо високим рівнем ендемізму серед ксерофітних рослин, пристосованих до посушливого клімату та бідних на поживні речовини ґрунтів. Такі рослини становлять до 20 % від загальної кількості видів, поширених в екорегіоні. Прибережні чагарники південного узбережжя Куби входять до двох з трьох найголовніших центрів флористичного різноманіття Куби. Серед ендеміків екорегіону слід відзначити низку видів кактусів та агав, деякі з яких перебувають під загрозою зникнення.

## Фауна
Більшість ссавців, поширених на Кубі, — це рукокрилі, зокрема майже ендемічні кубинські квіткові листоноси (Phyllonycteris poeyi), які є запилювачами багатьох видів кактусів, поширених в екорегіоні. Серед наземних ссавців, поширених в екорегіоні, слід відзначити кубинську хутію (Capromys pilorides) — ендемічного для Куби великого гризуна, найбільшого представника підродини хутієвих (Capromyinae).
Серед птахів, поширених в сухих прибережних чагарниках Куби, слід відзначити антильського голуба (Patagioenas inornata), зеленоголового голубка (Geotrygon chrysia), товстодзьобого ані (Crotophaga ani), антильського анаперо (Chordeiles gundlachii), неоарктичного канюка (Buteo jamaicensis), американського боривітра (Falco sparverius), сапсана (Falco peregrinus), американську сипуху (Tyto furcata), кубинську сплюшку (Margarobyas lawrencii), американського сича (Athene cunicularia), кубинського тоді (Todus multicolor), багамську гілу (Melanerpes superciliaris), кубинського колібрі-смарагда (Riccordia ricordii), сірого тирана (Tyrannus dominicensis), кубинського копетона (Myiarchus sagrae), кубинського віреона (Vireo gundlachii), карибського пересмішника (Mimus gundlachii), карибського дрозда (Turdus plumbeus), антильського гракла (Quiscalus niger), рудоплечого еполетника (Agelaius humeralis), кубинського трупіала-чернеця (Ptiloxena atroviolacea), сіроголову ситівку (Teretistris fornsi), антильську танагру (Spindalis zena), золотогорлого потроста (Tiaris olivaceus) та кубинського потроста (Phonipara canora). Ендеміками екорегіону є кубинські комароловки (Polioptila lembeyei), які зустрічаються виключно в прибережних кактусових чагарниках екорегіону, а майже ендемічними його представниками — кубинські щурики (Progne cryptoleuca) та кубинські вівсянки (Torreornis inexpectata), які окрім прибережних чагарників, зустрічаються також в прибережних болотах і манграх.
Герпетофауна екорегіону характеризується високим різноманіттям. Серед поширених в екорегіоні плазунів слід відзначити північну ігуану-крутихвоста (Leiocephalus carinatus), кубинську амейву (Pholidoscelis auberi), малого чорноплямистого гекона (Sphaerodactylus nigropunctatus), флоридського рифового гекона (Sphaerodactylus notatus), кубинського колючкового аноліса (Anolis pumilus), кубинську нічну ящірку (Cricosaura typica), широкосмугого полоза (Arrhyton taeniatum), кубинського чорно-білого полоза (Caraiba andreae).
Ендеміками екорегіону є кабо-круські аноліси (Anolis guafe), іміаські аноліси (Anolis imias), канарреоські гекони (Sphaerodactylus storeyae) та малі гекони Руїбаля (Sphaerodactylus ruibali). Високий рівень ендемізму спостерігається серед скорпіонів та інших павукоподібних, поширених в екорегіоні.

## Збереження
Основними загрозами для збереження природи регіону є вирубка дерев, надмірний випас худоби та експлуатація природних ресурсів, пов'язана з посиленням урбанізації. Високий ступінь фрагментації екорегіону призводить до низького рівня екологічного захисту, незважаючи на високе біорізноманіття.
Оцінка 2017 року показала, що 245 км², або 8 % екорегіону, є заповідними територіями. Природоохоронні території включають: Національний парк Десембарко-дель-Гранма, Національний парк Пунта-Франсес, Національний парк Гуанахакабібес, Біосферний заповідник півострова Гуанахакабібес, Біосферний заповідник Баканао та Природний заповідник Кабо-Коррієнтес.